# 2004 FH
2004 FH هو كويكب قريب من الأرض، أكتشف في 15 مارس 2004 بواسطة بحث لنكولن عن الكويكبات القريبة من الأرض وهو مشروع لناسا والقوات الجوية الأمريكية ومختبر لنكولن (التابع لمعهد ماساتشوستس للتقنية)
يصل قطر هذا الجرم السماوي نحو 30 مترا ، وهو رابع أكبر كويكب يتم رصدة بالقرب من الأرض، ومر على الأرض على بعد 43,000 كـم (27,000 ميل)
من سطحها في 18 مارس 2004 في الساعة 22:08 توقيت عالمي منسق مما يجعله الكويكب رقم 11 كأقرب كويكب يمر بالأرض حتى تاريخ 21 نوفمبر 2008. للمقارنة بالأقمار الصناعية في مدار أرضي جغرافي متزامن التي نرسلها من الأرض فهي تكون على ارتفاع 35,790 كيلومتر ، مع الفارق الكبير في الكتلة.

## اقرأ أيضا
- 3122 فلورنس
- كويكبات آتن
- كويكبات آمور
- نيزك تشيليابنسك
- كويكب 2023 DW